# Patápio Silva
Patápio Silva (Itaocara, 22 de outubro de 1880 — Florianópolis, 24 de abril de 1907) foi músico, compositor e flautista virtuose brasileiro de choro e erudito. É considerado um dos maiores flautistas da história.

## Biografia
Seu pai era barbeiro, e ensinou Patápio a tocar flauta. Ele, então, passou a impressionar diversas pessoas que passavam pela barbearia do pai, tocando uma rudimentar flauta de folha de flandres (uma flautinha de brinquedo). Passou parte de sua infância na cidade mineira de Cataguases onde, em 1896, entra na Banda Cataguases Aurora com apenas 16 anos. Depois, conheceu o maestro cubano Francisco Lucas Duchesne, que exerceu importante influência na carreira de Patápio.
Em 1899, indo morar na cidade de Palma, durante as comemorações da Semana Santa, ele interpretou composições sacras do padre José Maurício Nunes Garcia.
Em 1900 foi para a cidade do Rio de Janeiro, onde trabalhou como tipógrafo, aprendeu francês (idioma universal naquela época), indo depois trabalhar na Casa da Moeda, como impressor. Depois, concorreu a uma vaga no importantíssimo Instituto Nacional de Música, sendo ouvido pelo professor Paulo Augusto Duque Estrada Meyer. Este encantou-se com o enorme talento do humilde Patápio, conseguiu-lhe então uma flauta de boa qualidade e passou a ministrar-lhe aulas.
Matriculou-se no Instituto Nacional de Música em 15 de março de 1901. Em 1902, executou as antológicas gravações na Casa Edison, além de um recital no próprio instituto. Formou-se precocemente em 1903, com distinção e louvor, apesar do fato de ser de origem humilde e mulato.
Iniciou então diversas apresentações de enorme sucesso, em diversas cidades. Em uma delas, no Clube dos Diários de Petrópolis, chegou a ser cumprimentado pessoalmente pelo Barão do Rio Branco, que ficou encantado com o desempenho genial de Patápio. Depois apresentou-se com enorme sucesso na cidade de São Paulo, inicialmente sendo olhado com desdém por diversos indivíduos das plateias paulistanas, pelo fato ser mulato, mas depois deixando-os boquiabertos e sendo muito aplaudido. Decidiu, em 1906, fixar residência na capital paulista. Continuou apresentando-se em diversas cidades.
No mesmo ano de 1906, viajou à cidade do Rio de Janeiro, então capital federal, a convite do presidente Afonso Pena, para uma apresentação no magnífico Palácio do Catete.
Em 14 de março de 1907, excursionou a pela região sul do Brasil, com a intenção de levantar fundos para viajar à Europa. Sendo um músico tão ovacionado na capital federal, foi recebido em Curitiba com toda a pompa. Quando ensaiava para sua apresentação em Florianópolis, Patápio caiu doente, com febre alta, no dia 18 de abril de 1907. Seis dias depois, o grande flautista veio a falecer. Foi velado e sepultado com pompa. O féretro foi acompanhado por grande massa de populares. Recebeu grandes homenagens no Rio de Janeiro e em São Paulo.
Em 1915, seu corpo foi exumado e transportado para a cidade do Rio de Janeiro, sendo sepultado no Cemitério do Caju.
Em 2008, a cidade de Itaocara homenageou seu filho ilustre com o Monumento a Patápio Silva, uma escultura do artista Henrique Resende.  
Em 2011, o Instituto Cravo Albin lançou o documentário Patápio, do cineasta Alexandre Palma, com depoimentos de Altamiro Carrilho e Magro do MPB4.

## Composições
- Patápio Silva (1880-1907)
- Op.1 Evocação Romance Elegiaco
- Op.2 Sereta d´amore
- Op.3 Margarida Mazurka
- Op.4 Primeiro Amor Valsa
- Op.5 Sonho Romance fantasia
- Op.5ª Sonho Romance Fantasia
- Op.6 Oriental Peça Característica
- Op.7 Idilyo
- Op.8 Zinha Polka
- Op.9 Amor perdido  valsa
- Op. Post. Noturno I para Flauta, violino e piano(Editado  por James Strauss)
- Op. Post. Noturno II para Flauta, violino e piano(Editado  por James Strauss)
- Op. Post. Beija Flor Polca
- Op. Post. Joanita Valsa
- Op. Post. O sabão Polca
- Op. Post. Volúvel Valsa
- Op. Post. Polka
- Op. Post. Cotinha Polca
- Op. Post. Dobrado a Pessoa de Barros